# ヒース・レジャー
ヒース・アンドリュー・レジャー（Heath Andrew Ledger, 1979年4月4日 - 2008年1月22日）は、オーストラリア出身の俳優。

## 人物
オーストラリアでテレビ・映画に出演した後、1999年に『恋のからさわぎ』でハリウッドデビューを果たす。当初はアイドル路線的な注目だったが、ほどなくして本人がこの路線を拒否し、以後出演作品を選ぶようになった。
『ブロークバック・マウンテン』（2005年）の演技が絶賛され、26歳でアカデミー主演男優賞にノミネート、一躍若手演技派俳優と目されるようになった。
その後も順調にキャリアを重ねていったが、2008年、睡眠薬などの薬物併用摂取による急性薬物中毒により急死した。死後、『ダークナイト』（2008年）の演技により、アカデミー助演男優賞を受賞した。28歳での同賞受賞は、史上4番目の若さだった。

## 生い立ち
1979年4月4日、西オーストラリア州パースにて生まれる。ファーストネームのヒースはエミリー・ブロンテの小説『嵐が丘』の主人公ヒースクリフに由来する。父親のキム・レジャーはレーサー兼鉱山エンジニア、母親のサリー・レジャー（旧姓レンショー）はフランス語教師だった。
レジャー家はスコットランド人とアイルランド人の血を引くパースでは有名な家系で、先祖は「レジャー・エンジニアリング・ファウンドリー」という鋳物工場を経営して、パースからカルグーリーへ至る有名なパイプライン建設の際には原材料を供給していた。また、ヒースの曾祖父の名前を冠した団体「サー・フランク・レジャー慈善信託」は、地元の大学に対して、講師を招いたり才能ある学生へ奨学金を支給するために財政援助をしており、地域の人々から尊敬を集めている。
ヒース・レジャーが11歳の時に両親は離婚した。その後、父親はエマ・ブラウンと、母親はロジャー・ベルと再婚した。兄弟には実姉（ケイト）と異母妹（オリヴィア）、異父妹（アシュリー・ベル）がいる。
学生時代はホッケー選手として活躍し、演劇部の部長を務めた。飛び級で16歳の時に高校を卒業。

## キャリア

### オーストラリア時代
10歳の時に地元の劇団に所属し、オーストラリア国内の舞台やテレビに出演。小さい役ながら1992年公開の『Clowning Around』に出演している。1996年、オーストラリアのテレビドラマ『Sweat』でレギュラー役をつかむ。番組自体あまり人気がなく、また役柄がゲイ役だったこともあり、この頃、街中で嫌がらせや、いじめを受けることもあったというが、彼の演技は業界関係者の注目を浴び、これが本格的なキャリアの出発点となった。その後、1997年公開のオーストラリア映画『ブラックロック』で本格的に映画デビューを果たし、同年に全米放送のテレビシリーズ『Roar』でさらに注目を集めた。

### ハリウッド進出
1999年公開の『恋のからさわぎ』でハリウッドに進出。この映画の成功で、ヒース・レジャーのもとにはアイドル路線的な役柄のオファーが殺到するようになったが、本人がこの路線を拒否し、エージェントにはシリアスで重みのある役柄を演じたいと申し入れた。しかし、大した実績もない駆け出しの若手俳優にそうしたオファーがそうそう来るはずもなく、その後ほぼ1年間、本人いわく「ヌードルと水」だけの貧窮生活を送ることになった。
2000年、ヒース・レジャーは『パトリオット』に出演してメル・ギブソンの息子役を演じた。この映画の評価自体は二分されたものだったが、レジャー自身は「メジャーなスターになれるだけの才能とルックスを備えている」と評価されるなど、その演技は好感をもって受け入れられた。
2001年公開の『チョコレート』では、ビリー・ボブ・ソーントンの息子役を演じた。冒頭40分足らずの出演であったが、その演技は「短いながらも強烈な存在感」との批評を得るなど、単なる若手アイドル俳優ではないことを示した。ダニエル・デイ＝ルイスも、後年の全米映画俳優組合賞での追悼スピーチの中で、『ブロークバック・マウンテン』とともにこの映画での彼の演技を讃えている。
2001年公開の『ROCK YOU!』でハリウッド作品に初主演する。この作品は全米興行収入初登場1位を記録、約5600万ドルのヒットとなりトップスターの仲間入りを果たす。この年のピープル誌の「最も美しい人物50人」にも選出された。その後も『サハラに舞う羽根』や『ケリー・ザ・ギャング』、『ブラザーズ・グリム』など、様々なジャンルの映画に出演した。これらの映画において、ヒース・レジャーの演技はそれなりに評価される向きもあったものの、映画自体の興行がいずれもふるわず、また批評家からの作品レビューも辛辣なものがあった。

### 『ブロークバック・マウンテン』
2004年製作、2005年公開の映画『ブロークバック・マウンテン』にイニス・デルマー役として出演した。ヒース・レジャーは、せりふの少ないこの主人公の20歳から40歳近くまで20年に及ぶ役柄を、わずかなメイクと、あとは歯を食いしばるようなしゃべり方や声の調子を変えることで演じた。抑制的な、ときに激情を爆発させる彼の演技は、批評家からマーロン・ブランドやショーン・ペンのそれに比せられるなど、手放しの絶賛を受けた。
ヒース・レジャーはこの役でニューヨーク映画批評家協会賞などを受賞。また、史上9番目（26歳と302日）の若さでアカデミー主演男優賞にノミネートされ、映画芸術科学アカデミーの会員に招待された。
『ブロークバック・マウンテン』は2005年度の各映画賞を総なめにした。また、当初全米で5館のみという上映であったが次第に上映館を増やし、興行収入もこの種の映画では考えられないほど記録的なものになった。

### 『ブロークバック・マウンテン』以後

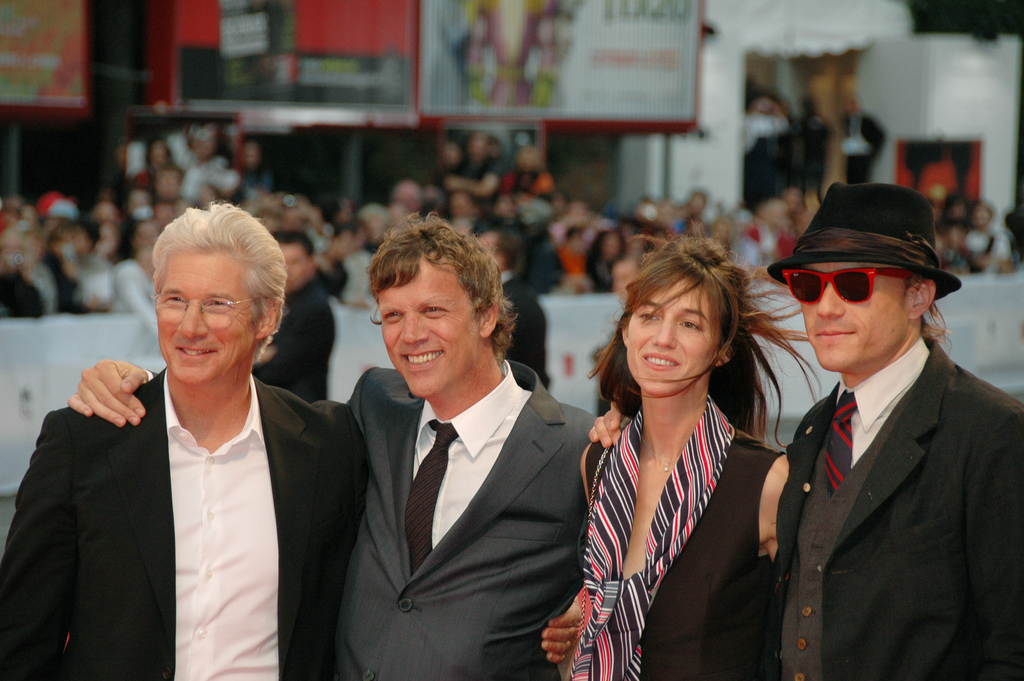
第64回ヴェネチア国際映画祭にて。左からリチャード・ギア、トッド・ヘインズ、シャルロット・ゲンズブール、ヒース・レジャー。

『ブロークバック・マウンテン』の後、ロマンティック・コメディ映画『カサノバ』に出演した。作品自体評価のあまり高くないドタバタ喜劇で、「レジャーのカリスマ性と知性は、発想が陳腐で演出も不器用なこのバロック風駄作には、もったいなさすぎる」（『英タイムアウト誌』）と、前作で名声を得た彼がこうしたB級映画に出ることを惜しむ批評もあったが、レジャー自身はこの映画の出演を楽しんだ。
2006年公開のオーストラリア映画『キャンディ』では、ドラッグに溺れる詩人志望の役柄を演じた。映画自体は『ブロークバック・マウンテン』以前に撮られていたが、公開は2006年まで先延ばしにされていた。低予算で作られた映画だったが、『ブロークバック・マウンテン』以降のヒース・レジャーの人気もあって、公開されるとそれなりの興行収入を叩きだした。彼の演技も「レジャーは、まっすぐに生きられない人間を、傑出した才能で演じた」「彼は冒頭からキャラクターになりきっている」（『ニューヨーク・タイムズ』）と評されるなど、批評家から高い評価を受けた。
2007年公開の『アイム・ノット・ゼア』では、ボブ・ディラン役を演じる6人の俳優の1人として出演した。この映画がヒース・レジャーの生前に公開された最後の映画となった。

### 『ダークナイト』
2008年の死後に公開された『ダークナイト』では主人公バットマンの宿敵ジョーカーを演じた。ヒース・レジャーは、1か月間ロンドンのホテルにひとりきりで閉じこもり、ジョーカー独特の声や笑い方を作り上げるなどして圧倒的な役作りで撮影に臨み、ジャック・ニコルソンとはまた違ったジョーカー像を創造することに成功し、批評家から高い評価を得た。
この作品で彼はアカデミー助演男優賞、ゴールデングローブ賞 助演男優賞、英国アカデミー賞 助演男優賞など主要映画賞を総なめにした。故人のアカデミー賞受賞は、ピーター・フィンチ以来32年ぶり2例目となる。アカデミー授賞式には亡き本人に代わり、両親と姉が出席。父親のキム・レジャーは、「息子の演技を評価していただき、ありがとうございます」と礼を述べた。また、関係者にも感謝の意を伝え、「息子は映画の世界を愛していました」とメッセージを送った。また、同助演男優賞の中では史上4番目（28歳と324日）の若さでの受賞となった。
死亡時、テリー・ギリアム監督作『Dr.パルナサスの鏡』の撮影途中であったため、ジョーカーを演じた『ダークナイト』が遺作になるものとみられていたが、親友のジョニー・デップ、コリン・ファレル、ジュード・ロウが代役の出演を快諾して製作の続行が可能になり、無事に完成し公開された。なお、本作でのヒースの演技はカット・加工されることなく予定通り使用された。さらに、ヒースの代役を務めた3人は出演料のすべてを娘のマティルダに寄付した。

### 監督活動
ヒース・レジャーは映画監督業にも興味があり、生前いくつかのミュージックビデオでは監督をつとめている。2006年には、オーストラリアのヒップホップアーティストN'faのシングル「Seduction Is Evil (She's Hot)」やベン・ハーパーのシングル「Morning Yearning」のミュージックビデオを監督した。

## 突然の死

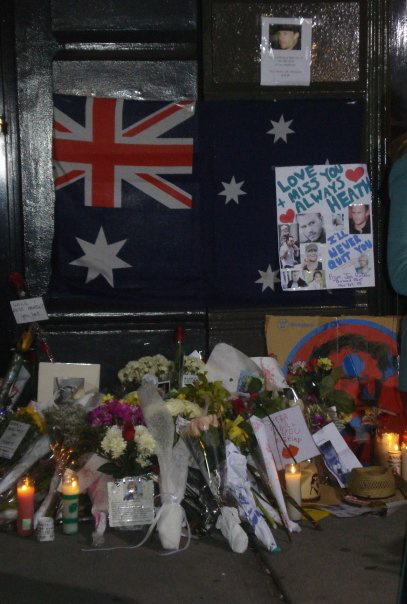
住んでいたアパートに置かれた献花

2008年1月22日、ヒースは映画『ダークナイト』の完成を待たずに、マンハッタンの自宅アパートで全裸状態の遺体が発見された。28歳没。前年11月頃から不眠症となり、「とても疲れているのに2時間程しか眠れない」と映画『ダークナイト』出演に際してのインタビューでは睡眠薬服用を公言している。また、インタビュー時期は自身の婚約解消と別居が重なる時期でもあった。当時はインフルエンザにもかかっており、薬の併用摂取（特定の薬物を過剰摂取したわけではない）による急性薬物中毒による事故死だった。
1月26日にロサンゼルスで、2月9日に地元パースの学校で葬儀が行われた。
当初は、睡眠薬の過剰摂取による自殺と見られていたが、最近になって、ドラッグによる中毒死だと報道された。 ヒースは、友人であり、同じく、ドラッグ中毒によって死亡したフィリップ・シーモア・ホフマンに、自身の麻薬依存症について相談している。

## 私生活
2001年から2002年まではヘザー・グラハム、2002年から2004年まではナオミ・ワッツと交際。『ブロークバック・マウンテン』で共演した女優ミシェル・ウィリアムズと2005年に婚約。同年10月28日に長女マティルダ・ローズが誕生したが、2007年9月に婚約解消。その後はヘレナ・クリステンセン、ジェマ・ワード、メアリー＝ケイト・オルセンとも交際の噂があった。

## 評価・影響力
- 映画評論家のピーター・トラヴァースは、雑誌『ローリング・ストーン』誌上での『ブロークバック・マウンテン』のレビューにおいて、「レジャーの壮麗な演技は、まさに演技における奇跡である」と述べ、「レジャーは彼（イニス）がどう動くか、どんな喋り方や動き方をするかを理解しているだけではなく、どう呼吸するかまで理解している」と評した[33]。
- 作家、音楽・映画批評家、詩人のステファン・ホールデンは、『ニューヨーク・タイムズ』紙上での『ブロークバック・マウンテン』のレビューにおいて、「レジャー氏の演技は、マーロン・ブランドやショーン・ペンの最良の演技に匹敵するくらい、偉大な演技である」と評した[34]。
- ダニエル・デイ＝ルイスは、ヒース・レジャー死去直後の2008年全米映画俳優組合賞、主演男優賞の受賞スピーチにおいて、自分に映画界復帰の気持ちを与えてくれた俳優としてヒース・レジャーの名前を挙げ、「『ブロークバック・マウンテン』での彼の演技は、比類なく、完璧でした」と語り、「映画の最後のあのトレーラーの場面は私が今まで見た全てのシーンのどれにも引けを取らないほど感動的でした」と述べて、賞をヒース・レジャーに捧げた[35]。

- アカデミー主演男優賞ノミネートを20代で2回受け、史上最年少で全米映画俳優組合賞(第31回SAG賞)受賞のティモシー・シャラメは12歳の時に劇場で『ダークナイト』のヒース・レジャーを観て俳優を志すようになりヒースの功績は後進に偉大な俳優を生んでいる。[36][37][38]

## マスコミとの確執・あがり症
- マスコミ及びパパラッチ嫌いであり、『キャンディ』の撮影現場にいたパパラッチにつばを吐いたことがきっかけ（ヒース側は否定）で[39]、2006年1月にシドニーで行われた『ブロークバック・マウンテン』のプレミアのレッドカーペットで、パパラッチに水鉄砲で水をかけられた[40]。

- 『パトリオット』の最初のオーディションは、前作の出演から期間が空いていたこともあり、完全にしどろもどろになって失敗してしまった。レジャーは2001年に、「僕は本当にオーディションがダメなんだ」「ほんとに、本当にダメなんだよ。ひとに判断されるっていうのが。すごく意識しすぎてダメになってしまう。リラックスできなくて、ガチガチになる。声も緊張して固くなる。演技してるって事を意識しすぎてしまうんだ。なにしろ目の前に座ってる女性が、『撃タレタクナカッタラ、言ウコトヲ聞ケ』とかなんとか、紙に書いてある台詞を棒読みで読み上げるんだから。すごくやりにくいよ! 本当にいやなんだ」と語っている[41]。幸いキャスティング担当者が彼に女性ファンが多いことを知っていて、監督を説得して再挑戦させた。2度目のオーディションのときには、のちに『ブロークバック・マウンテン』で共演することになるジェイク・ジレンホールも参加していた。このときのオーディションでは見事に勝ち進んで、最後はライアン・フィリップとの対決を制して役を手に入れた。

- 第12回全米映画俳優組合賞（2005年度）で、ヒース・レジャーは、アンサンブル演技賞にノミネートされていた『ブロークバック・マウンテン』の紹介のために、ジェイク・ジレンホールと舞台に上がった。このとき、彼は緊張のあまり腰に手を当て、落ち着きなく、ときに意味のないくすくす笑いを発するなど挙動不審な行動を行った。この様子を『ロサンゼルス・タイムズ』紙が「明らかにゲイの人たちをからかっていた」と報道した[42]。この報道に慌てたレジャーは直接新聞社に電話して、自分の「あがり症（stage fright）」について告白した。そして「自分はたくさんの人を前にすると緊張するんだ」「自分の神経質さに対して大変申し訳なく、謝罪したい気持ちです。もし自分のあがり症のせいで、この映画や映画のテーマ、またこの映画の製作にたずさわった人たちを侮辱したと誤解されたのなら、それは本当に恐ろしいことです」と説明した。また、腰に手を当てていたことも「子供の頃からの癖なんだ。僕の母に聞いてもらってもいい。たぶん緊張してそんな事をするんだと思う。自分はひどく落ち着きのない人間で、絶えず動き回ってて、じっと座ったり立ったりしてる事ができないんだ」と語った[43][44]。

- トーク番組やバラエティショーに出るのも苦手としていた。人気トーク番組『レイト・ショー・ウィズ・デイヴィッド・レターマン』に出演したとき、本人いわく「『ヘイ!ジョークを思いついたよ!』なんて言わずに、ただそこにくそまじめに座って緊張して、ごく普通の人間みたいにしていたら、退屈で気の利かないやつって書かれたよ」とのこと[45][5]。

## 逸話
- 『パトリオット』で共演したメル・ギブソンとは親交があったものの、『ブロークバック・マウンテン』の出演を機にレジャーとの関係が疎遠になった。ギブソンはレジャーにゲイの役を演じないように忠告したが、彼がこの忠告を無視して『ブロークバック・マウンテン』への出演を決めたため、両者の関係は冷めてしまったという。ギブソンは超伝統主義カトリック教徒として知られ、道徳的にも極めて保守的な信条の持ち主であったため、レジャーが同性愛者の役柄を演じるのは受け入れがたかったと見られる[46][47]。

- ギブソンの代表作『マッドマックス』シリーズの4作目の制作企画が2001年～2003年頃にあった時、『パトリオット』以来の共演の可能性があった。ギブソンが演じた主人公マックスのDNAを受け継ぐ「息子」としての新しいマックス役で、ギブソン演じるマックスが過去のフラッシュバックで登場する形で共演するとされていた。また2014年にジョージ・ミラー監督はレジャーをキャスティングしようとしていた事を認めている。

- 『Dr.パルナサスの鏡』の出演オファーを1度は断るも、その後、自分から直接テリー・ギリアム監督のもとに出向いて前言を撤回。「ケータリング係でもいいから参加させてほしい」と頼んだ。

## 主な出演作品

### 映画
| 年   | 邦題 原題                                             | 役名                               | 備考 | 吹き替え                                        |
| ---- | ----------------------------------------------------- | ---------------------------------- | --- | ----------------------------------------------- |
| 1992 | Clowning Around                                       | オーファン・クラウン               | クレジット表記なし | N/A                                             |
| 1997 | ブラックロック Blackrock                              | トビー                             | 日本劇場未公開 |                                                 |
| 1997 | ポーズ! おしゃべりパソコン犬危機一髪! Paws            | オベロン                           | 日本劇場未公開 | TBA（VHS版）                                    |
| 1999 | 恋のからさわぎ 10 Things I Hate About You             | パトリック・ヴェローナ             | | 森川智之                                        |
| 1999 | トゥー・ハンズ 銃弾のY字路 Two Hands                  | ジミー                             | 日本劇場未公開 オーストラリア映画協会賞主演男優賞ノミネート | TBA                                             |
| 2000 | パトリオット The Patriot                              | ガブリエル・マーティン             | | 川島得愛（ソフト版） 内田夕夜（テレビ東京版）   |
| 2001 | ROCK YOU! A Knight's Tale                             | ウィリアム・サッチャー卿           | | 室園丈裕（ソフト版） 阪口周平（日本テレビ版）   |
| 2001 | チョコレート Monster's Ball                           | ソニー・グロトウスキ               | | 平田広明                                        |
| 2002 | サハラに舞う羽根 The Four Feathers                    | ハリー・フェバーシャム             | | 森川智之（ソフト版） 三木眞一郎（テレビ東京版） |
| 2003 | ケリー・ザ・ギャング Ned Kelly                        | ネッド・ケリー                     | 日本劇場未公開 オーストラリア映画協会賞主演男優賞ノミネート | 森川智之                                        |
| 2003 | 悪霊喰 The Order                                      | アレックス・ベルニエ               | | 宮本充                                          |
| 2005 | ロード・オブ・ドッグタウン Lords of Dogtown           | スキップ・イングロム               | | 藤原啓治                                        |
| 2005 | ブラザーズ・グリム The Brothers Grimm                 | ジェイコブ（ヤーコプ・グリム）     | | 森川智之                                        |
| 2005 | ブロークバック・マウンテン Brokeback Mountain         | イニス・デル・マー                 | MTVムービー・アワード・ベストキス賞（ジェイク・ジレンホールと共同受賞） オーストラリア映画協会賞主演男優賞受賞 オーストラリア映画協会賞 Reader's Choice Award for Best Actor 受賞 サンタバーバラ国際映画祭 Performance of the Year Award 受賞 サンフランシスコ映画批評協会賞主演男優賞受賞 ニューヨーク映画批評家協会賞主演男優賞受賞 フェニックス映画批評家協会主演男優賞受賞 ラスベガス映画批評家協会主演男優賞受賞 アカデミー主演男優賞ノミネート 英国アカデミー賞 主演男優賞ノミネート ゴールデングローブ賞 主演男優賞（ドラマ部門）ノミネート | 森川智之                                        |
| 2005 | カサノバ Casanova                                     | ジャコモ・カサノヴァ               | | 東地宏樹                                        |
| 2006 | キャンディ Candy                                      | ダン                               | オーストラリア映画協会賞主演男優賞ノミネート | （吹き替え版なし）                              |
| 2007 | アイム・ノット・ゼア I'm Not There                    | ロビー・クラーク（ボブ・ディラン） | | （吹き替え版なし）                              |
| 2008 | ダークナイト The Dark Knight                          | ジョーカー                         | アカデミー助演男優賞受賞 オーストラリア映画協会賞主演男優賞受賞 ゴールデングローブ賞 助演男優賞受賞 英国アカデミー賞 助演男優賞受賞 放送映画批評家協会賞助演男優賞受賞 全米映画俳優組合賞 助演男優賞受賞 ロサンゼルス映画批評家協会賞助演男優賞受賞 | 藤原啓治（ソフト版） 大塚芳忠（テレビ朝日版）   |
| 2009 | Dr.パルナサスの鏡 The Imaginarium of Doctor Parnassus | トニー・シェパード                 | 遺作 | 森川智之                                        |
| 2017 | I AM ヒース・レジャー I Am Heath Ledger               | 本人                               | ドキュメンタリー作品 日本劇場未公開、スターチャンネルで放送 | （吹き替え版なし）                              |

### テレビ
| 放送年 | 邦題 原題     | 役名                   | 備考                                   |
| ------ | ------------- | ---------------------- | -------------------------------------- |
| 1993   | Ship to Shore | 自転車乗り             |                                        |
| 1996   | Sweat         | スノーウィー・ボールズ | 初のレギュラー出演。ゲイの自転車乗り役 |
| 1997   | Home and Away | スコット・アーウィン   | ゲスト出演                             |
| 1997   | Roar          | コナー                 | 主演                                   |

## 主な受賞
- アカデミー賞
  - 2008年度 助演男優賞 『ダークナイト』
- オーストラリア映画協会賞
  - 2005年度 主演男優賞 (国外) 『ブロークバック・マウンテン』
  - 2005年度 Reader's Choice Award for Best Actor 『ブロークバック・マウンテン』
  - 2008年度 主演男優賞 (国外) 『ダークナイト』
- 英国アカデミー賞
  - 2008年度 助演男優賞 『ダークナイト』
- ゴールデングローブ賞
  - 2008年度 助演男優賞 『ダークナイト』
- インディペンデント・スピリット賞
  - 2007年度 ロバート・アルトマン賞 『アイム・ノット・ゼア』
- ロサンゼルス映画批評家協会賞
  - 2008年度 助演男優賞 『ダークナイト』
- MTVムービー・アワード
  - 2005年度 ベスト・キス賞（ジェイク・ジレンホールと共に） 『ブロークバック・マウンテン』
  - 2008年度 悪役賞 『ダークナイト』
- ニューヨーク映画批評家協会賞
  - 2005年度 主演男優賞 『ブロークバック・マウンテン』
- 放送映画批評家協会賞
  - 2008年度 助演男優賞 『ダークナイト』
- 全米映画俳優組合賞
  - 2008年度 助演男優賞 『ダークナイト』

## 関連書籍
- ヒース・レジャー追悼写真集（ブルース・インターアクションズ、2010年）